# Cephalotes varians
Cephalotes varians é uma espécie de inseto do gênero Cephalotes, pertencente à família Formicidae.